# Ростовцев, Павел Александрович
Паве́л Алекса́ндрович Росто́вцев (род. 21 сентября 1971 года, Гусь-Хрустальный, Владимирская область) — российский биатлонист, политик, трёхкратный чемпион мира, серебряный призёр Олимпийских игр 2006 года в эстафете. Заслуженный мастер спорта России.

## Биография
Павел Ростовцев родился 21 сентября 1971 года в городе Гусь-Хрустальный Владимирской области. В 1977 году переехал в Великие Луки, а в 1980 — в Ковров. Через год он стал ходить в лыжную секцию. С 14 лет начал заниматься биатлоном.
К 1996 году стало ясно, что для развития спортсмена во Владимирской области условий нет. Поэтому Ростовцев переехал в Красноярск. Кроме того, на него обратил внимание тренер Валерий Стольников. На Кубке мира спортсмен дебютировал в сезоне 1995/96 на 4-м этапе в словацком Осрбли и в первой же гонке занял высокое 9-е место. 30 ноября 1996 года в первой гонке Кубка мира сезона 1996/97 Ростовцев впервые занял призовое место — третье в спринте, а на следующий день стал вторым в гонке преследования. Эти успехи позволили ему закрепиться в составе сборной России и претендовать на попадание в олимпийскую команду, однако, Олимпийские игры в Нагано он пропустил.
Тем не менее, Ростовцев в сезоне 1998/99 продолжил выступать на Кубке мира. Вскоре он женился на биатлонистке Юлии Дыканюк, которая родила ему двух сыновей. Жена и новый тренер Константин Иванов помогли ему выйти из кризиса, вызванного гибелью отца и предыдущего тренера. По итогам сезона Ростовцев стал обладателем Малого Хрустального Глобуса в зачёте индивидуальных гонок, а также выиграл в эстафете первую свою медаль чемпионата мира.
С 2000 года Ростовцев являлся капитаном мужской сборной. На чемпионате мира в 2000 году он выиграл первую золотую медаль в эстафете, а на чемпионате мира в 2001 году две золотые медали в спринте и преследовании.
В течение сезона 2001—2002 был лидером сборной и претендовал на победу в общем зачёте Кубка мира. Кроме того, он считался одним из претендентов на золотые олимпийские медали. Однако постоянное внимание к нему со стороны журналистов и психологическое давление сделали своё дело. На Олимпиаде-2002 он не выиграл ни одной медали. Более того, именно плохая стрельба Ростовцева на последнем огневом рубеже в эстафете лишила команду шансов на медаль. После Олимпиады он не смог восстановиться и упустил шанс выиграть Кубок мира.
Последний личный подиум он выиграл в конце января 2003 года, заняв второе место в масс-старте в Антхольце. После этого произошло ухудшение результатов, ни одного личного подиума он больше не выиграл.
В 2004 году Ростовцев получил травму и пропустил часть подготовительного периода к сезону. Пришлось начать сезон с Кубка Европы. Он отобрался на Кубок мира и снова закрепился в сборной. В сезоне 2005—2006 он также не выиграл ни одного личного подиума. Зато Ростовцев в эстафете на Олимпиаде-2006 смог реабилитироваться после Олимпиады-2002. Именно он, выступив на третьем этапе, быстро и точно отстрелял на стойке и вывел команду на второе место, а Николай Круглов смог удержаться на этой позиции. Так Ростовцев стал серебряным призёром Олимпиады-2006.
В настоящее время проживает в Красноярске. С декабря 2006 года работал руководителем Агентства по физкультуре и спорту администрации Красноярского края и директором спортивного краевого государственного учреждения «Академия биатлона». С 2011 по март 2014 годах являлся тренером по стрелковой подготовке женской сборной России по биатлону. С ноября 2014 года по июль 2015 года — заместитель генерального директора регбийного клуба «Красный Яр», отвечающий за развитие спортивно-массовой работы в СДЮСШОР «Красный Яр».
С 9 января 2023 года по настоящее время — вице-президент Союза биатлонистов России по спорту с функционалом главного тренера.

## Политика
2006—2008 — руководитель  агентства физической культуры, спорта и туризма администрации Красноярского края;
2008—2009 — заместитель министра спорта, туризма и молодёжной политики Красноярского края;
2009—2011 — полномочный представитель Губернатора Красноярского края в Центральном территориальном округе.
В сентябре 2013 года избран депутатом Красноярского городского совета депутатов от партии «Единая Россия». В сентябре 2015 года сложил с себя депутатские полномочия в связи с переездом в Иркутскую область и переходом на новую работу.
С июля по октябрь 2015 года — министр по физической культуре, спорту и молодёжной политике Иркутской области. Затем, избранный в сентябре того же года, новый губернатор Иркутской области Левченко освободил Ростовцева от занимаемой должности и тот вернулся в Красноярск.
С ноября 2015 года по сентябрь 2016 года — советник губернатора Красноярского края В.А. Толоконского.
В сентябре 2016 года был избран депутатом Законодательного Собрания Красноярского края III созыва от партии «Единая Россия», где руководил работой комиссии по подготовке к проведению XXIX Всемирной зимней универсиады 2019 года в г. Красноярске и вопросам наследия Универсиады.
С 30 сентября 2019 по 2 декабря 2021 года — министр спорта Красноярского края.
С 2 декабря 2021 года по 9 января 2023 года — советник губернатора Красноярского края А.В. Усса.

## Спортивные достижения
На зимней Олимпиаде 2006 года в Турине завоевал серебряную медаль в эстафете 4 по 7,5 км (вместе с Иваном Черезовым, Сергеем Чепиковым и Николаем Кругловым), уступив 20,9 сек сборной Германии.
Трёхкратный чемпион мира — в эстафете 2000, спринте 2001 и гонке преследования 2001. Также в его активе 6 серебряных медалей чемпионатов мира.
Обладатель малого Кубка мира в 1999 году в индивидуальных гонках.
Серебряный призёр общего зачёта Кубка мира в 2002 году.
Выиграл 7 этапов Кубка мира в личных гонках.
Завершил карьеру после сезона 2005/06 года.

### Олимпийские игры
| Олимпийские игры    | Индивид. гонка | Спринт | Преследование | Масс-старт | Эстафета |
| ------------------- | -------------- | ------ | ------------- | ---------- | -------- |
| 2002 Солт-Лейк-Сити | 6              | 6      | 5             | н/д        | 4        |
| 2006 Турин          | 13             | —      | —             | —          | 2        |

## Награды
- Орден Дружбы (29 апреля 2003 года) — за большой вклад в развитие отечественного спорта и высокие личные показатели в служебной деятельности[3]
- Медаль ордена «За заслуги перед Отечеством» II степени (22 февраля 2007 года) — за большой вклад в развитие физической культуры и спорта, высокие спортивные достижения[4]
- Заслуженный мастер спорта России

## Личная жизнь
Павел Ростовцев женат два раза.
Первая жена — биатлонистка Юлия Дыканюк. Скончалась в 2007 году от рака.
Вторая жена — Ольга Туровец.
Дети — Александр, Артемий и Матвей.